# Парнела, Марко
Ма́рко Парне́ла (фин. Marco Parnela; род. 5 января 1981) — финский футболист, выступавший на позиции защитника.

## Карьера
Несмотря на то что родился в Финляндии, всю свою карьеру провёл за границей. С 2001 по 2003 играл за швейцарский клуб «Тун». Затем отправился в Нидерланды, где выступал за команду из Первого дивизиона «Зволле». В 2004 согласился перейти в другую команду Первого дивизиона «Гоу Эхед Иглз» из Девентера, где и провёл оставшуюся часть карьеры.
В декабре 2010 года Парнела объявил о завершении профессиональной карьеры, дабы сосредоточиться на бизнесе.
В январе 2011 года перешёл в голландский любительский клуб «SV Zwaluwen Wierden»
За карьеру Парнела сыграл, в общей сложности, свыше 200 игр в чемпионатах Нидерландов и Швейцарии.